# 마리오 베네데티

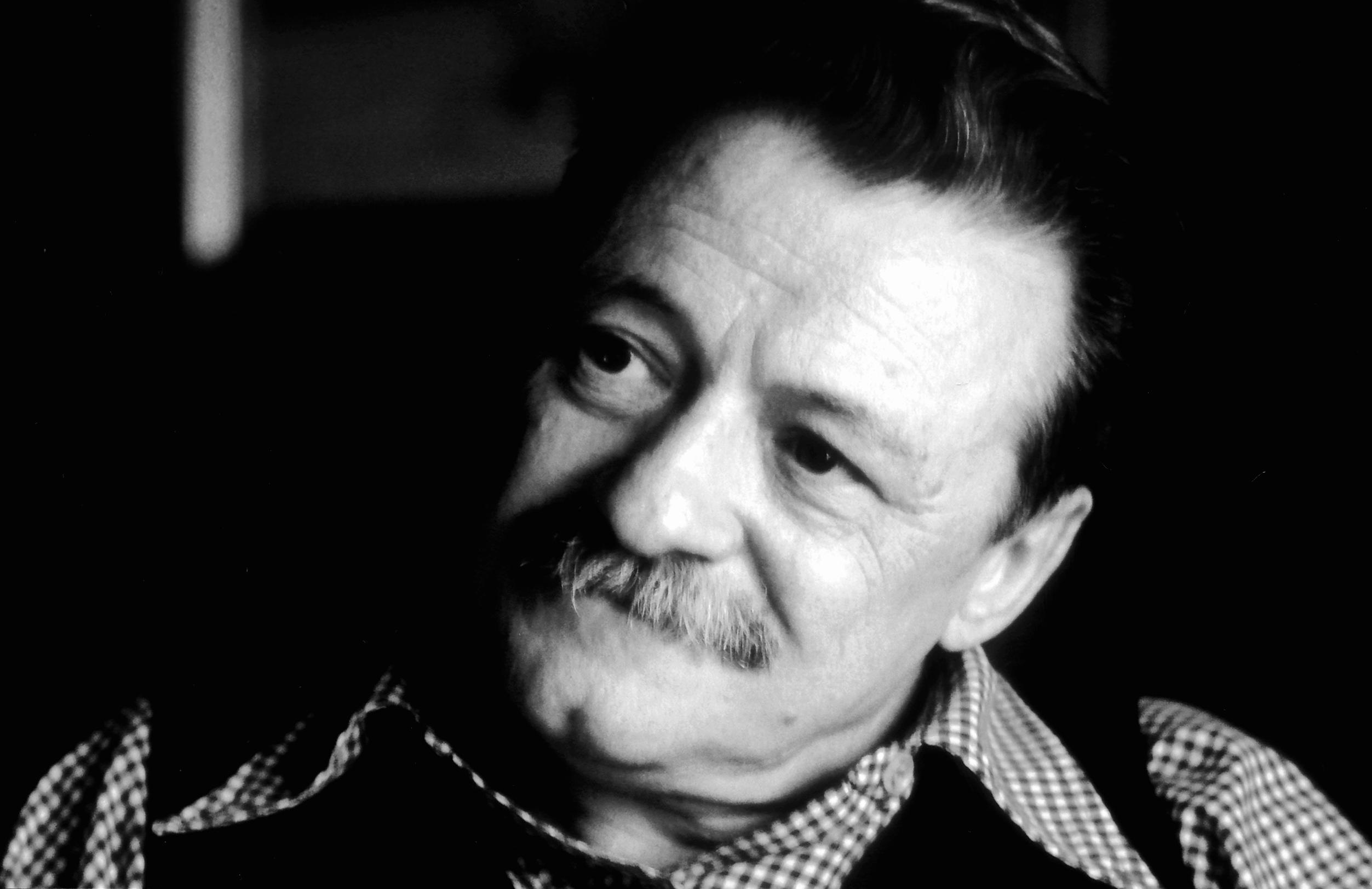

마리오 베네데티(Mario Benedetti, 1920년 9월 14일 ~ 2009냔 5월 17일, 본명: Mario Benedetti Farrugia)는 우루과이를 대표하는 좌파 지식인이다. 시와 소설, 단편, 에세이, 희곡, 비평 등 거의 모든 문학 장르를 넘나들며 일평생 80여 권의 책을 출간한 다작 작가였다. 그러나 그 자신은 언제나 스스로 “단편과 소설을 쓴 적 있는 시인”으로 기억되길 바랐다. 수십 년 동안 문학 및 정치 잡지의 편집자로 일했고, 우루과이를 비롯한 스페인어권 여러 신문에서 문학, 영화 및 연극 평론가로 활동하기도 했다.
베네데티는 1920년 9월 14일 우루과이 북부의 소도시 파소 데 로스 토로스에서 이탈리아인 이민자 가정의 장남으로 태어났다. 약사이자 와인 양조 연구가였던 아버지가 사업에서 사기를 당해 가세가 급격히 기울자, 열넷의 어린 나이에 자동차 부품 회사에서 일한 것을 시작으로 외판원, 출납원, 속기사, 공무원 등 여러 직업을 전전하며 어렵게 생계를 이어 나가야 했다. 가정 형편 때문에 일찍 학업을 포기하고 독학의 길을 걷다 20대 중반에 시와 단편으로 문단에 이름을 알리기 시작했는데, 이후 그는 ‘비판적 세대’라고도 불리는 ‘45년 세대’의 핵심 인물로 부상했다. 우루과이 사회의 축소판을 그려 낸 시집《사무실의 시(Poemas de la oficina)》(1956)는 보름 만에 초판이 매진될 정도로 독자들의 뜨거운 반응을 얻었으며, 이 책을 필두로 《오늘의 시(Poemas del hoyporhoy)》(1961), 《조국의 개념(Noción de patria)》(1964), 《꿈결(A las de sueño)》(1967), 《타인들의 시(Poemas de otros)》(1974), 《일상(Cotidianas)》(1974), 《집과 벽돌(La casa y el ladrillo)》(1974), 《망명의 바람(Viento del exilio)》(1982), 《바벨의 고독(Las soledades de Babel)》(1991) 등의 시집을 발표하며 우루과이 시를 공허한 서정성으로부터 건져 올렸다는 평을 받았다.
또한 베네데티는 소설과 단편에서도 뚜렷한 자기 스타일을 구축했다. 몬테비데오 중산층의 삶을 담은 단편집 《몬테비데오 사람들(Montevideanos)》(1959)과 《사무실의 시》를 소설화한 《휴전(La tregua)》(1960)은 고독과 소외, 사랑과 욕망, 행복, 죽음의 문제와 함께 정치·사회 문제에 민감한 작가의 날카로운 현실 분석이 빛을 발하는 작품이다. 그 밖에 운문 소설《후안 앙헬의 생일(El cumpleaños de Juan Ángel)》(1971), 사회 비판 소설 《불에 감사해(Gracias por el fuego)》(1965), 단편집 《죽음과 다른 뜻밖의 사건들(La muerte y otras sorpresas)》(1968)과 《향수에 잠겨 향수 없이(Con y sin nostalgia)》(1977), 고발극 《페드로와 대장(Pedro y el capitán)》(1979), 정치적 성격의 에세이집 《자책하는 나라(El país de la cola de paja)》(1960) 등의 작품을 남겼다.
그는 지식인으로서 불의에 항거하는 현실 참여 행보를 지속적으로 실행했다. 1973년 군사 쿠데타로 그가 집행부로 소속되어 있던 정치 조직인 확대전선이 불법화되고 편집자로 있던 잡지 《마르차(Marcha)》가 폐간되었으며 그의 작품 역시 금서로 지정되는 등 정치적 박해가 이어졌다. 이에 1971년부터 맡아 오던 라 레푸블리카 대학 교수직을 내려놓고 부에노스아이레스, 리마, 아바나, 팔마 데 마요르카, 마드리드로 이어지는 12년의 기나긴 망명 생활을 시작한다. 이 기간 동안 그는 우루과이 독재 정권과의 투쟁, 활발한 창작 및 저널리즘 활동으로 국제적인 명성을 얻게 된다. 1985년 군사 독재가 막을 내리고 민간 정부가 들어서자 오랜 망명 생활을 청산하고 귀국하여 스페인을 오가며 스스로 탈망명(desexilio)이라 이름 붙인 생의 말년을 보낸다. 1987년에는 군사 독재기에 자행된 범죄 관련 재판을 저지하기 위해 공포된 ‘국가의 처벌 요구 소멸 법안’을 무효화하기 위해 구성된 ‘국민 투표 지지를 위한 국민위원회’에 가담하기도 했다.
베네데티는 말년에 국내외적으로 폭넓은 인정을 받아 국제 앰네스티 황금 불꽃 상(1987), 가브리엘라 미스트랄 메달(1996), 레온 펠리페 상(1997), 이베로아메리카 레이나 소피아 시상(1999), 이베로아메리카 호세 마르티 상(2001), 메넨데스 펠라요 국제상(2005), 파블로 네루다 메달(2005), 모로솔리 금상(2006) 등 많은 상을 수상했다. 또한 바야돌리드 대학, 알리칸테 대학, 아바나 대학, 코르도바 대학, 라 레푸블리카 대학 등에서 명예박사 학위를 받았고, 2002년 몬테비데오의 저명 시민으로 추대되었다. 2004년 알레산드라 모스카(Alessandra Mosca) 감독의 〈마리오 베네데티와 다른 뜻밖의 사건들(Mario Benedetti y otras sorpresas)〉, 리카르도 카사스(Ricardo Casas) 감독의 〈진정한 말(Palabras verdaderas)〉 등 시인의 삶과 문학 세계를 조명한 다큐멘터리 두 편이 제작되기도 했다. 무엇보다 그의 시에 스페인어권 40여 명의 가수가 노래로 만들어 부른 것이 시인으로서 그에게 가장 큰 영예가 되었다.
베네데티는 2009년 5월 17일 88세를 일기로 몬테비데오 자택에서 호흡기 및 장 질환으로 사망했다. 문학과 인권을 증진하고, 특히 실종 수감자들의 행방을 찾기 위한 활동을 지원하기 위해 자신의 이름을 딴 재단을 설립하라는 유언을 남겼다.

## 같이 보기
- 에두아르도 갈레아노
- 후안 카를로스 오네티